# Athénée des Pagodes
L'Athénée des Pagodes est une école communale située entre les avenues de Beyseghem, des Pagodes et de Versailles dans le quartier du Mutsaard sur la frontière entre Laeken et Neder-Over-Heembeek. Elle fut fondée en 1970, ce qui en fait une des écoles les plus récentes de la région bruxelloise. Elle a joué un rôle important dans le développement du quartier du Mutsaard comme les écoles catholique Jan-van-Ruusbroeckollege ou le lycée Maria Assumpta. Son pendant néerlandophone est le Karel Buls Atheneum.
L'école possède également en plus de l'athénée, une école primaire et une école fondamentale, celles-ci sont situées juste à côté mais la frontière passant au milieu de l'école, celles-ci sont situées à Laeken.

## Historique
En 1970, l'école est construite sur des anciens marais, ce qui en fait une plus jeune école de la région Bruxelloise.
En 2016, c'était l'une des trois seules écoles de la Ville de Bruxelles à avoir reçu plus de demandes d'inscription que de places disponibles.

## Système éducatif

### École numérique
Une des particularités de cette école, est qu'elle est l'une des premières écoles 2.0 de Belgique grâce à un projet pilote lancé en 2011. Celui-ci a nécessité 3.5 millions d'euros déboursés par la Ville de Bruxelles pour équiper plusieurs de ces établissements.
Depuis 2016, PC et tablettes sont disponibles pour remplacer en partie les feuilles et le papier. Ceci permet le développement de nouvelles compétences pédagogiques.

## Mini-entreprises
Le lycée a adopté le concept des mini-entreprises.

## Concours

### Olympiade de mathématiques
Chaque année de nombreux étudiants participent à ce concours.
- 2009, une étudiante reçoit un troisième prix[7]
- 2011, une étudiante reçoit un quatrième prix[8]
- 2012, une étudiante reçoit un quatrième prix et un autre participe à une finale[9].
- 2013, une étudiante reçoit le deuxième prix[10].
- 2014, deux étudiants participent aux finales[11].
- 2016, une étudiante participe à une finale[12].